# Tino Casal
Pour les articles homonymes, voir Casal.
José Celestino Casal Álvarez, mieux connu comme Tino Casal, né le 11 février 1950 à Tudela Veguín (Asturies) et mort le 22 septembre 1991 à Aravaca (communauté de Madrid), est un chanteur et compositeur clé de la Movida dans les années 1980.

## Biographie

### Les débuts dans la musique

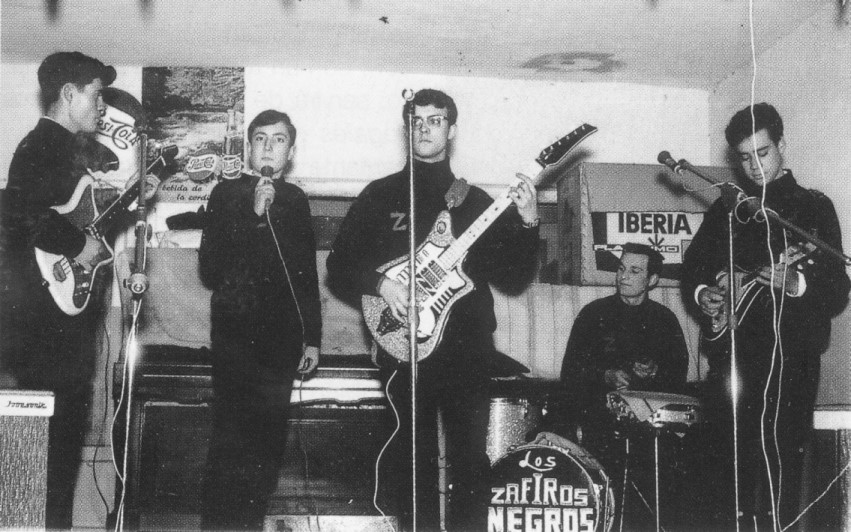
Tino Casal tenant le micro des Zafiros Negros en 1963 (2882593397)

Celui qui sera connu sous le nom de Tino Casal naît dans la bourgade ouvrière de Tudela Veguín, rattachée à la commune d'Oviedo. Inscrit à l'École des arts et métiers d'Oviedo, il entame sa carrière musicale en 1963, à l'âge de treize ans, dans un groupe nommé Los Zafiros Negros (« Les Saphirs noirs »).

En 1966, Cholo Juvacho, chanteur et humoriste en Espagne, l'incite à rejoindre le groupe asturien Los Archiduques, en remplacement de son chanteur malade. 

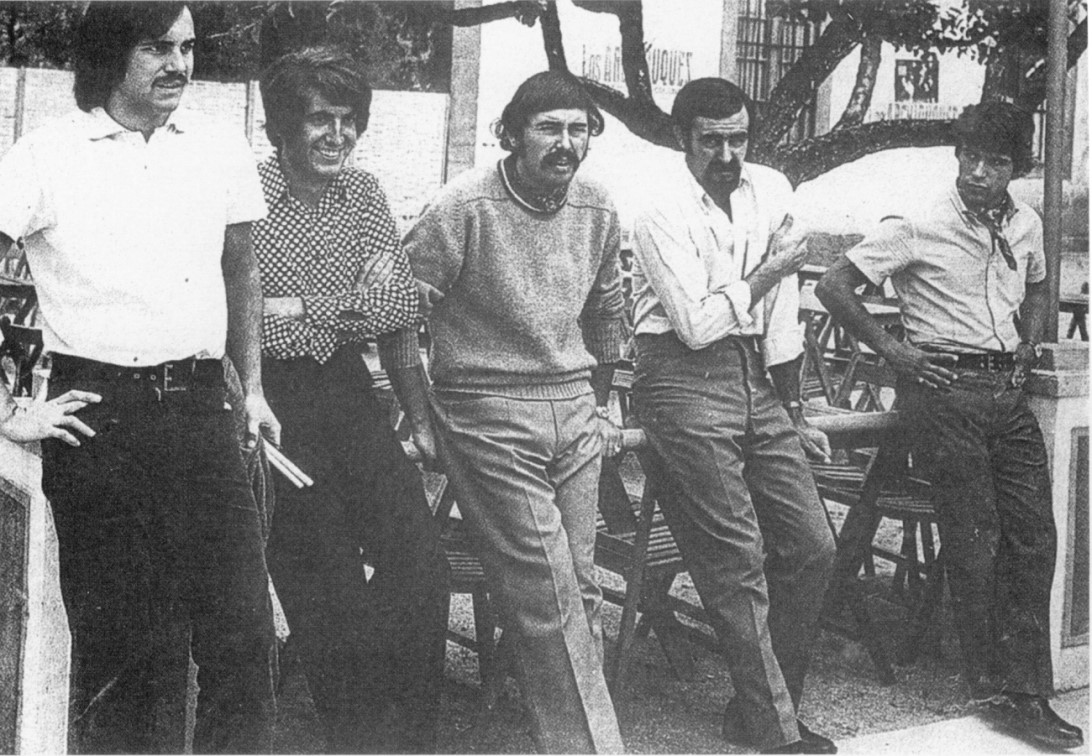
Tino Casal et Los Archiduques (deuxième en parant de la gauche) (2932044089)

Avec ce groupe, il enregistre trois 45 tours, soit trois titres  avec une face B chacun : A. No le ames / B. Lamento de gaitas,, A. Dimensión en Sol mayor / B. Quiero volar muy alto, et A. La princesa y el juglar / B. Linda,. Son succès Lamento de gaitas est la première chanson pop-rock espagnole à inclure de la cornemuse (gaita). Peu de temps après son dernier disque, il se sépare du groupe et part vivre à Londres pour cultiver une autre facette de son art : la peinture. C'est dans la capitale britannique qu'il a son premier contact avec la tendance glam rock dont David Bowie est le fer de lance.

### Premiers contracts avec les maisons de disques
En 1977, il retourne en Espagne, où il signe un contrat avec la maison de disques Philips. Le label cherchait en lui quelqu'un pour succéder aux chanteurs mélodiques disparus comme Nino Bravo. Casal sort deux 45 tours à l'accueil confidentiel : A. Olvidar, recordar / B. Dam, dam, et A. Emborráchate / B. Besos, caricias,. Il se produit dans divers festivals de musique et en 1978, il participe au Festival de Benidorm, où il arrive à la deuxième place malgré plusieurs prix tels que meilleur espoir de la chanson  ou meilleure composition musicale.

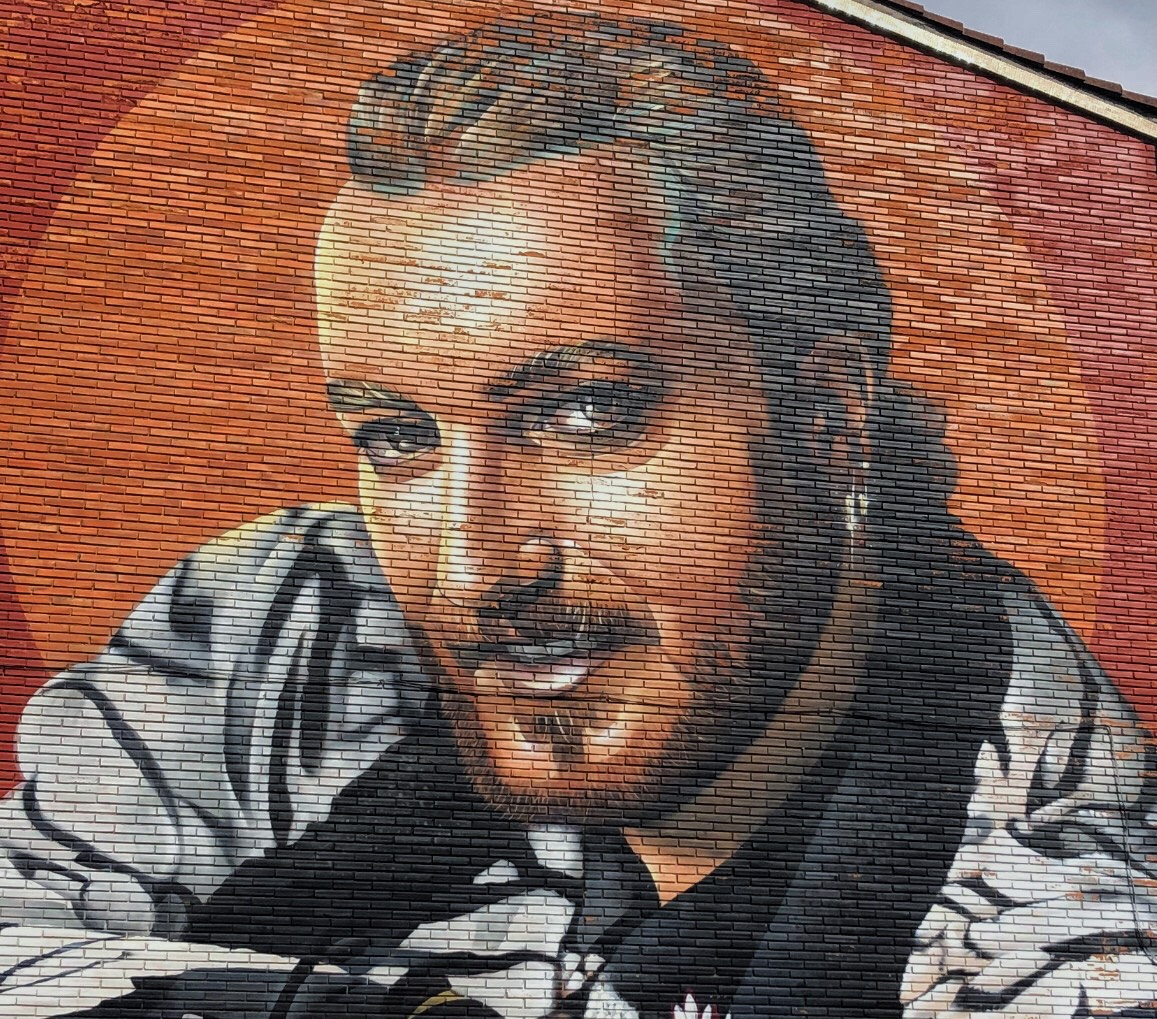
Peinture murale de Tino Casal dans son village natal de Tudela Veguín (Oviedo, Asturias)

Après avoir rompu avec Philips, Tino Casal retourne à la peinture jusqu'à ce qu'en 1980, il revienne à la musique, produisant les œuvres de groupes tels que Goma de Mascar ou les deux premiers albums du groupe considéré comme la première formation de heavy metal en Espagne : Obús. Intéressée par son travail, la maison de disques EMI le signe en 1981. Avec ce nouveau contrat, Tino Casal bénéficie d'une plus grande liberté de travail, ce qui l'incite à relancer sa carrière de chanteur. En 1981, il sort son premier disque solo, Neocasal, sous le nom de Casal. Il sépare ainsi son ancienne carrière de son nouveau projet. Ce premier opus est un succès qui lui donne des tubes tels que Champú de Huevo (son premier numéro 1 dans les classements) ou bien Billy Boy produit par Julián Ruiz. Il enregistre aussi une version de Life on Mars? de David Bowie. Si l'album n'emballe pas la critique, Casal commence à attirer des fans toujours plus nombreux :
« C'était le reflet de tout son être. Dire que Tino était le Bowie espagnol est absurde car ils n'avaient pas la même concomitance mais ils étaient unis par la même passion avant-gardiste, dans la recherche du style, dans la manière de chanter. .. Ils ont tous les deux chanté de manière fantastique mais pour moi, c'était Tino le meilleur. » -- Julián Ruiz (2016) 

### La double casquette de producteur et artiste

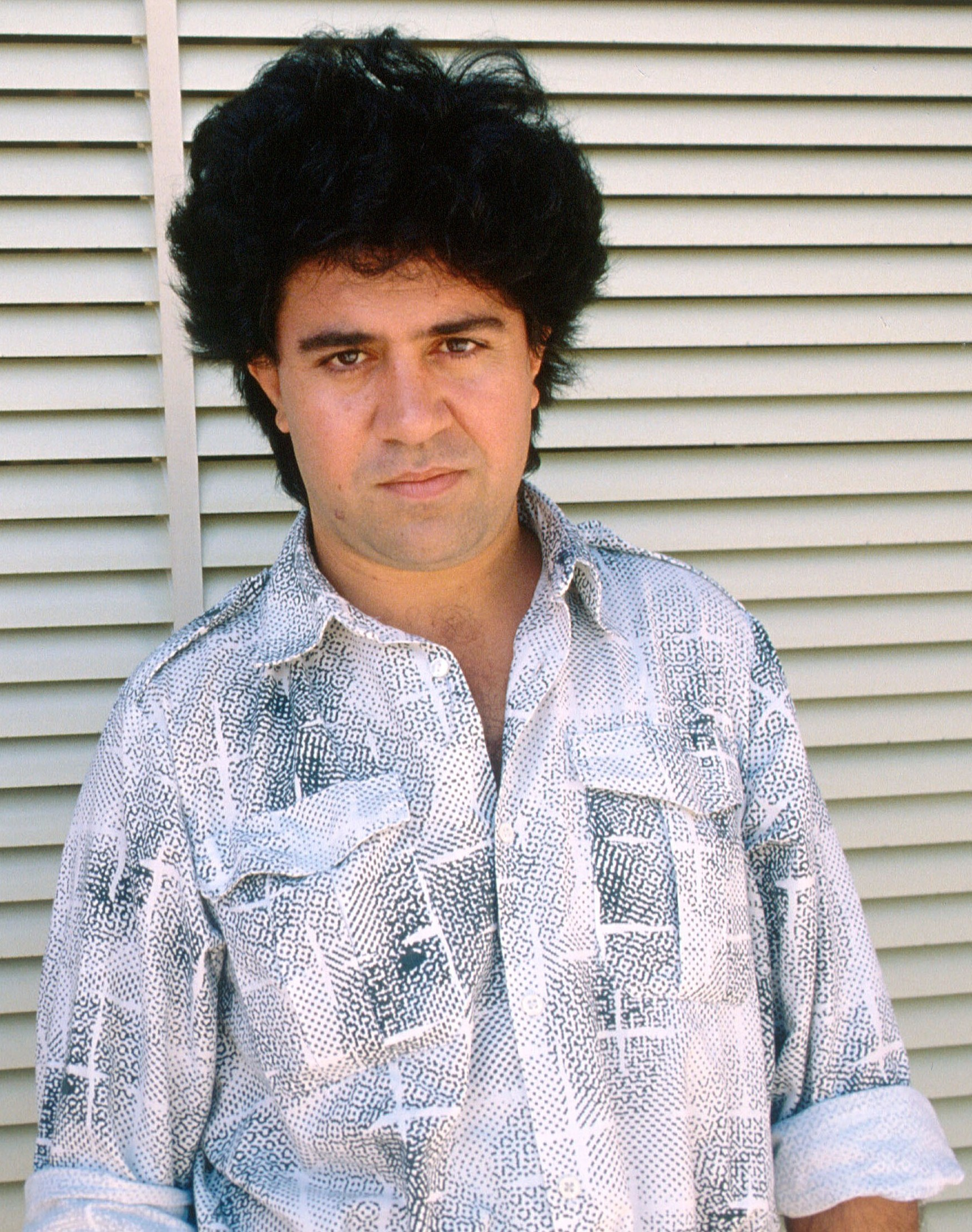
Pedro Almodóvar à la Mostra de Venise (1988)

En parallèle de la chanson, Tino Casal poursuit sa carrière de producteur, avec des groupes comme Vídeo ou Obús, et collabore avec des artistes comme le cinéaste Pedro Almodóvar, dont il finance une partie des films Pepi, Luci, Bom et autres filles du quartier  (1980) et Le Labyrinthe des passions (1982). Dans ce dernier film, il abandonne des éléments comme sa veste rouge que porte l'acteur Imanol Arias, interprète du rôle principal.
En 1983, il sort Etiqueta Negra, album qui le confirme comme chanteur avec des succès tels que Embrujada ou Póker para un perdedor. C'est sa première collaboration avec le claviériste et arrangeur Javier Losada, qui, à partir de ce moment, devient le musicien de confiance du studio d'enregistrement, et avec qui Tino Casalpar, la suite, crée la plupart de ses tubes. L'album réalise de bonnes ventes, et l'artiste décide de le rééditer avec des titres inédits. Un an plus tard sort l'album Hielo Rojo, dont est extrait son single Pánico en el Eden. Le titre trouve une énorme résonance auprès du public en raison de son utilisation lors des retransmissions télévisées des épreuves cyclistes de la Vuelta, le tour d'Espagne. En 1983, il met fin à sa relation sentimentale avec la costumière Pepa Ojanguren, que le couple avait chacun su tenir à l’abri des médias depuis 1970.

### Interruption pour convalescence
L'artiste continue de se produire et de réaliser des collaborations jusqu'en 1985, où il se fait une entorse en pleine tournée. Ignorant les conseils médicaux, il prolonge sa tournée de deux mois, à l'aide d'anti-inflammatoires et d'analgésiques qu'il prend en auto-médication, jusqu'à ce qu'il doive être hospitalisé au seuil de la mort en raison d'une nécrose. Sa longue convalescence l'oblige à rester plusieurs mois en fauteuil roulant.
« Il ne mangeait pas, buvait beaucoup et s'auto-médicamentait, donc la nécrose s'est installée dans les deux jambes. Je me rappelle l'avoir vu pleurer dans son lit. On a fait des chansons là-bas avec une cassette, en prévision d'un come-back qui nous tenait à cœur. "Qu'est-ce qu'on peut faire, Julián, pour s'en sortir et sortir forts ?", la question me taraudait. C'est à ce moment-là qu'on eu l'idée d'enregistrer Eloise. » --Julián Ruiz (2016)

### Retour en piste

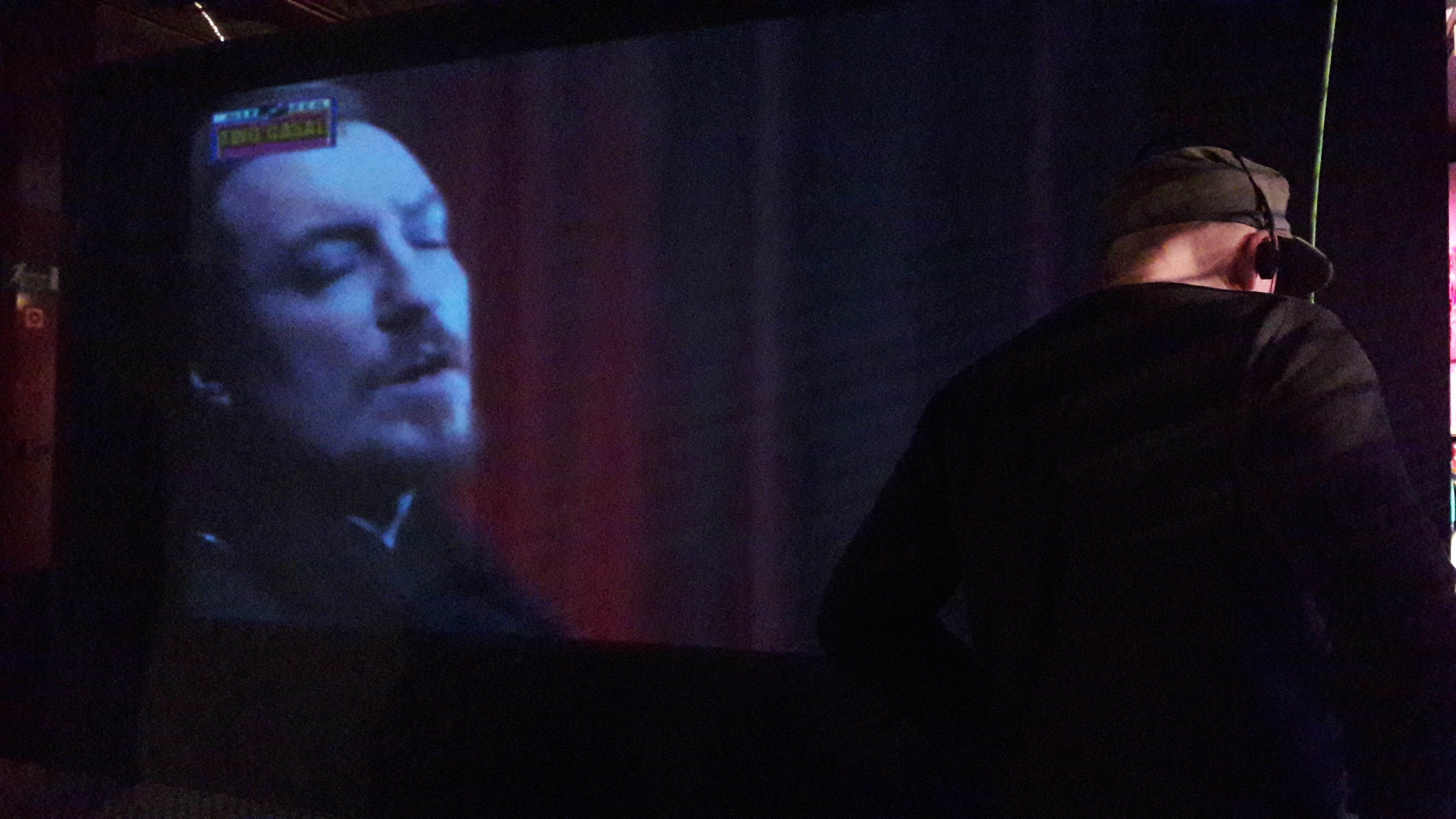
Tino Casal, l'art par l'excès Museo del Traje (Madrid) photographie d'Elena Cabrera

Tino Casal effectue son grand retour en 1987 avec Lágrimas de cocodrilo, son nouvel album enregistré aux studios DoubleWtronics de Madrid et produit par Julián Ruiz. Cette œuvre est un mélange de reprises de chansons d'autres groupes et de titres qui lui sont propres. Sa reprise de la chanson Eloise, un classique de 1968 interprété par Barry Ryan et composé par son frère jumeau Paul Ryan, lui procure son plus grand succès commercial.. Déjà reprise par The Damned un an auparavant (1986), la version de Casal atteint la première place du Top 40 espagnol, devenant un de ses titres les plus emblématiques. Lágrimas de cocodrilo est le deuxième album le plus vendu en Espagne pour l'année 1988, le premier étant Descanso dominical du groupe Mecano.

### Accident fatal
En octobre 1989, il sort son dernier album de son vivant, Histeria, composé principalement de versions revisitées de chansons des années 1970. Après cette sortie, Casal se consacre dans ses dernières années à la peinture et à la sculpture, tout en collaborant avec d'autres artistes. Il prépare la sortie de son nouvel album en 1992 avec l'intention de l'enregistrer à Tokyo. L'année suivant sa mort paraît la compilation Etiqueta Negra : Grandes Éxitos, qui restera le seul album disponible jusqu'en 2000.
Tino Casal décède le 22 septembre 1991 à l'âge de 41 ans des suites d'un accident de la circulation à Madrid. Il occupait le siège avant droit, à côté du conducteur, dans une Opel Corsa conduite par son batteur, Gonzalo García Villanueva (âgé de 28 ans), lorsqu'en raison d'un excès de vitesse, le véhicule entre en collision avec un lampadaire sur la M-500, dans une direction décroissante, à 400 mètres du Puente de los Franceses, situé sur la bretelle de sortie 3, après avoir dévalé le talus. Dans l'accident, Casal est la seule victime à trouver la mort alors qu'il ne portait pas de ceinture de sécurité (à l'arrière du véhicule se trouvaient le peintre Antonio Villa-Toro et un jeune mannequin, Manuel Camino Alcon). Le rapport médical détermine que sa mort est due à une rupture du muscle cardiaque causée par l'une de ses propres côtes.

## Discographie

### Lp
1. NeoCasal (1981)
2. Etiqueta negra (1983)
3. Hielo rojo (1984)
4. Lágrimas de cocodrilo (1987)
5. Histeria (1990)
6. Grandes Éxitos (Etiqueta negra) (1991)
7. Casal vive (2000)
8. Casal Remixes (2001)
9. Casal Único (2006)